# コンラッド・ヒルトン
コンラッド・ニコルソン・ヒルトン（Conrad Nicholson Hilton, Sr.、1887年12月25日 - 1979年1月3日）は、アメリカ合衆国の実業家で、ヒルトンホテルの創業者。2番目の妻はザ・ザ・ガボール、曾孫にパリス・ヒルトン、ニッキー・ヒルトンがいる。

## 生涯
1887年12月25日にニューメキシコ準州（現ニューメキシコ州）ソコロ郡のサン・アントニオで、ノルウェー系ドイツ人移民の息子として生まれた。
ニューメキシコ軍人養成学校で教育を受けた後、第一次世界大戦にアメリカが参戦すると、従軍してフランスへ送られた。退役後テキサス州シスコに移住し、当初銀行を買収して銀行家になろうと思ったが、買収に手ごろな銀行がなく、たまたま見つけたモブレー・ホテルを1919年に買収したのが彼のホテル経営の最初である。その後はホテル経営に才能を発揮し、1930年にはヒルトン・ホテル最初の高級ホテルとなるエル・パソ・ヒルトン（現プラザ・ホテル）を開業した。世界恐慌期には破産寸前にまで追い込まれるが、その後立て直し、1946年にヒルトン･ホテルズ･コーポレイションを設立し、株式の上場を果たした。その後の経営は順調に進み、現在に至っている。
1979年1月3日、サンタモニカで老衰死した。

## 家族
両親
- 父：アウグストゥス・ハーバーソン・ガス・ヒルトン（1854 - 1919）
- 母：メアリー・ジェヌビエーブ（1861 - 1947）

兄弟
- フェリー・A・ヒルトン（1885 – 1968）
- エヴァ・C・ヒルトン（1889 – 1979）
- カール・H・ヒルトン（1892 – 1957）
- ジュリア・ヒルトン（1895 – 1897）
- ローズマリー・J・ヒルトン（1898 – 1995）
- オーガスタ・H・ボーイ・ヒルトン（1901 – 1929）
- ヘレン・A・ヒルトン（1906 – 2003）

妻
※（）内は結婚期間
- メアリー・アデレード・バロン（1925 - 1934）
- ザ・ザ・ガボール（1942 - 1947）
- メアリー・フランカス・ケリー（1976 - 1979）

子供
- メアリーとの子供
  - コンラッド・ヒルトンJr（1926 – 1969）
  - バロン・ヒルトン（1927 - ）
  - エリック・マイケル・ヒルトン（1932 - ）

- ザ・ザ・ガボールとの子供
  - コンスタンス・フランチェスカ・ヒルトン（1947 - 2015）

孫
-   - Hawley Anne Hilton（b. 1949）
  - シャロン・コンスタンス・ヒルトン（b. 1953）
  - リチャード・ハワード・ヒルトン（b. 1955）
  - ダニエル・ケビン・ヒルトン（b. 1962年）
  - ロナルド・ジェフリー・ヒルトン（b. 1963）

曾孫
- パリス・ヒルトン（b. 1981)
- ニッキー・ヒルトン（b. 1983）
- Lily Grace Victoria Rothschild（b. 2016）
- Barron Nicholas Hilton II（b. 1989）
- Conrad Hughes Hilton（b. 1994）

## 系譜
```
　　　　コンラッド・ヒルトン━━━━┳メアリー・バロン
　　　　┃　　　　　　　　　　　　　┃
　　　　┃　　　　　　　　　　　　　┃
　　　　┣フランチェスカ・ヒルトン　┃　　　　　　　　
　　　　┃　　　　　　　　　　　　　┃
┏ザ・ザ・ガボール　　　　　　　　　┣コンラッド・ヒルトンJr━エリザベス・テイラー
┃　　　　　　　　　　　　　　　　　┃
┣マグダ・ガボール　　　　　　　　　┗バロン・ヒルトン━┳マリリン・ホーリー
┃　　　　　　　　　　　　　　　　　　　　　　　　　　　┃
┗エヴァ・ガボール　　　　　　　　　　　　　　リチャード・ヒルトン
　　　　　　　　　　　　　　　　　　　　　　　　　　　　┃
　　　　　　　　　　　　　　　　　　　　　　　　　　　　┣━━━━━━┳パリス・ヒルトン
　　　　　　　　　　　　　　　　　　　　　┏キャシー・ヒルトン　　　　┃
　　　　　　　　　　　　　　　　　　　　　┃　　　　　　　　　　　　　┣ニッキー・ヒルトン
　　　　　　　　　　　　　　　　　　　　　┣キム・リチャーズ　　　　　┃
　　　　　　　　　　　　　　　　　　　　　┃　　　　　　　　　　　　　┣バロン・ニコラス・ヒルトン
　　　　　　　　　　　　　　　　　　　　　┗カイル・リチャーズ　　　　┃
　　　　　　　　　　　　　　　　　　　　　　　　　　　　　　　　　　　┗コンラッド・ヒューズ・ヒルトン

```